# Alger-Centre
Alger-Centre è un comune dell'Algeria, situato nella provincia di Algeri. Costituisce il cuore della città di Algeri.
Alger-Centre è il comune centrale della capitale algerina. Si estende nei quartieri dove hanno sede alcune delle principali istituzioni dell'Algeria come la sede del governo, l'Assemblea Nazionale, il Consiglio della Nazione, diversi ministeri e la sede della wilaya di Algeri.
Il suo lungomare è interamente occupato dal quartier generale delle forze navali, dalla pescheria e dal porto.

## Geografia fisica
Il comune di Alger-Centre si trova nel nord della provincia di Algeri. È è delimitato a est dal bacino del Mediterraneo, a ovest da Oued Koriche e da El-Biar, a nord dalla Casbah e a sud da Sidi M'Hamed e Belouizdad.

## Monumenti e luoghi d'interesse
Grazie alla sua posizione di centro della capitale algerina, vanta numerose attrazioni turistiche, strutture, servizi, monumenti e parchi come: La Grande Poste d'Alger, Le Café Tantonville, Le Milk Bar, Le Volte di Algeri, il ponte-edificio Burdeau à Télemly, Aérohabitat ispirato all'opera di Le Corbusier, il Museo nazionale del Bardo, il Museo Nazionale di Arte Moderna e Contemporanea (MAMA), il Museo Nazionale di Antichità e delle Arti Islamiche, il Parco della Libertà, la piazza Sofia, il parco Beyrouth, il Parco Tounasse, la Cattedrale del Sacro Cuore di Algeri, il Jardin de l'horloge florale, il Palazzo del Popolo, il Palais consulaire, l'Hôtel Saint-George. Nel comune è inoltre presente l'Università di Algeri.

## Geografia antropica

### Quartieri
Il centro di Algeri è composto dai seguenti quartieri urbani: Sacré-Cœur, Télemly, Tafourah, Larbi Ben M'hidi, Didouche Mourad, Audin, Soustara, Cadix, Port Said, Duc des Cars, Sept Merveilles, Pasteur, Tagarins.

## Infrastrutture e trasporti
Sul territorio di Alger-Centre si trovano alcune importanti infrastrutture ferroviarie come la stazione centrale di Algeri, le stazioni della metropolitana Tafourah-Grande Poste, Khelifa Boukhalfa e Ali Boumendjel. Inoltre, è presente la strada nazionale 11 (RN11).